# فراتر از سیماس
فراتر از سیماس (به انگلیسی: Beyond CMOS) به فناوری‌های منطق دیجیتال احتمالی آینده فراتر از محدودیت‌های مقیاس‌بندی فناوری سیماس اشاره دارد. که چگالی و سرعت افزاره را به دلیل اثرات گرمایش محدود می‌کند.
فراتر از سیماس نام یکی از ۷ گروه تمرکز در آی‌تی‌آراِس ۲٫۰ (۲۰۱۳) و در جانشین آن، نقشه راه بین‌المللی برای افزاره‌ها و سامانه‌ها است.

مقیاس‌بندی پالس‌ساعت سی‌پی‌یو

پردازنده‌های با استفاده از سیماس از سال ۱۹۸۶ منتشر شدند (مثلاً ۱۲ مگاهرتز اینتل ۸۰۳۸۶). با کاهش ابعاد ترانزیستور سیماس، سرعت کلاک نیز افزایش یافت. از حدود سال ۲۰۰۴، سرعت کِلاک سی‌پی‌یو با سیماس در حدود ۳٫۵ گیگاهرتز بازایستاده.

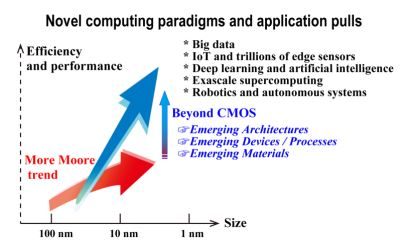
نموداری از افزایش بازدهی در «مُور بیشتر» (یعنی بهبودهای بیشتر در فناوری فعلی) و «فراتر از سیماس» (یعنی یک تغییر الگو در فناوری) ممکن است. از نقشه راه بین‌المللی برای افزاره‌ها و سامانه‌ها

اندازه افزاره‌های سیماس همچنان رو به کاهش است - مدل بهینه‌سازی-معماری-فرایند اینتل (و مدل تیک‌تاک قدیمی) و آی‌تی‌آراِس را ببینید:
- آی‌وی بریج ۲۲ نانومتری در سال ۲۰۱۲
- اولین پردازنده ۱۴ نانومتری که در سه‌ماهه آخرسال ۲۰۱۴ عرضه شد.
- در می ۲۰۱۵، سامسونگ الکترونیکس ۳۰۰ را نشان داد ویفر میلی‌متری از تراشه‌های ۱۰ نانومتری فین‌فِت.[۷]

هنوز مشخص نیست که آیا ترانزیستورهای سیماس همچنان زیر ۳ نانومتر کار خواهند کرد یا خیر ۳ نانومتر را ببینید.

## مقایسه فناوری
حدود سال ۲۰۱۰، ابتکار تحقیقات نانوالکترونیک (NRI) مدارهای مختلف را در فناوری‌های مختلف مورد مطالعه قرار داد.
نیکونوف در سال ۲۰۱۲، بسیاری از فناوری‌ها را محک زد (از لحاظ نظری) و در سال ۲۰۱۴ آن را به روز کرد. معیار سال ۲۰۱۴ شامل ۱۱ فناوری الکترونیکی، ۸ فناوری اسپینترونیک، 3 اوربیترونیک، ۲ فروالکتریک و ۱ فناوری استراینترونیک بود.
گزارش ۲۰۱۵ آی‌تی‌آراِس ۲٫۰ شامل یک فصل مفصل در فراتر از سیماس، است که رَم و دروازه‌های منطقی را پوشش می‌دهد.

## برخی از زمینه‌های تحقیق
- منطق اسپین-مداری مغناطوالکتریک[۱۲]
- افزاره‌هایی با پیوند تونل، به عنوان مثال ترانزیستور اثرمیدان تونلی[۱۳]
- ترانزیستورهای آنتی‌موناید ایندیم
- فِت با نانولوله کربنی، به عنوان مثال ترانزیستور اثرمیدان تونلی سی‌اِن‌تی
- نانونَوارهای گرافین
- الکترونیک مولکولی
- اسپینترونیک - انواع مختلف
- فناوری‌های الکترونیکی کم‌انرژی آینده، مسیرهای هدایت فرا-کَم-اتلاف، از جمله
  - مواد توپولوژیکی
  - ابرسیالات اکسایتون
- فوتونیک و رایانش نوری
- رایانش با ابررسانا
  - کوانتوم تک‌شار سریع (آراِس‌اِف‌کیو)

## رایانش با ابررسانا و آراِس‌اِف‌کیو
رایانش با ابررسانا شامل چندین فناوری فراتر از سیماس است که از افزاره‌های ابررسانا، یعنی پیوند جوزفسون، برای پردازش و رایانش سیگنال‌های الکترونیکی استفاده می‌کنند. یک نوع به نام منطق کوانتومی تک‌شار سریع (آراِس‌اِف‌کیو) توسط اِن‌اِس‌اِی در یک بررسی فناوری در سال ۲۰۰۵ امیدوارکننده در نظر گرفته شد، علی‌رغم این اشکال که ابررساناهای موجود به دماهای برودتی نیاز دارند. از سال ۲۰۰۵، انواع منطق ابررسانا با انرژی کارآمدتر توسعه یافته‌اند و برای استفاده در رایانش در مقیاس بزرگ در نظر گرفته شده‌اند.

## در ادامه مطلب
- Banerjee, Niloy (2019-09-03). "New Door in the "Beyond CMOS" World". BISinfotech. Archived from the original on 2022-05-13. Retrieved 2022-05-13.
- Nikonov, Dmitri E. ; Ian A. (2013–12). "Overview of Beyond-CMOS Devices and a Uniform Methodology for Their Benchmarking". Proceedings of the IEEE. 101 (12): 2498–2533. doi:10.1109/jproc.2013.2252317. ISSN 0018-9219.
- Seabaugh, A.C. and Zhang, Q. , 2010. Low-voltage tunnel transistors for beyond CMOS logic. Proceedings of the IEEE, 98(12), pp. 2095–2110.
- Bernstein, K. , Cavin, R.K. , Porod, W. , Seabaugh, A. and Welser, J. , 2010. Device and architecture outlook for beyond CMOS switches. Proceedings of the IEEE, 98(12), pp. 2169–2184.
- Sasikanth Manipatruni, Nikonov, D.E. and Ian A. Young, 2018. Beyond CMOS computing with spin and polarization. Nature Physics, 14(4), pp. 338–343.
- Banerjee, S.K. , Register, L.F. , Tutuc, E. , Basu, D. , Kim, S. , Reddy, D. and MacDonald, A.H. , 2010. Graphene for CMOS and beyond CMOS applications. Proceedings of the IEEE, 98(12), pp. 2032–2046.
- Topaloglu, R.O. and Wong, H.S.P. eds. , 2019. Beyond-CMOS technologies for next generation computer design. Berlin/Heidelberg, Germany: Springer.
- Sasikanth Manipatruni, Nikonov, D.E. , Lin, C.C. , Gosavi, T.A. , Liu, H. , Prasad, B. , Huang, Y.L. , Bonturim, E. , Ramesh, R. and Young, I.A. , 2019. Scalable energy-efficient magnetoelectric spin–orbit logic. Nature, 565(7737), pp. 35–42.